# Sunset Park Courthouse
Sunset Park Courthouse es un palacio de justicia histórico ubicado en 4201 4th Avenue entre las calles 42 y 43, en el vecindario Sunset Park de Brooklyn, Nueva York. Fue construido en 1930-31 y fue diseñado por Mortimer Dickerson Metcalfe, el arquitecto estatal adjunto de Franklin B. Ware. Metcalfe utilizó el estilo neoclásico para el edificio, que es uno de los dos únicos juzgados de la ciudad que diseñó. El edificio de fachada de piedra caliza con columnas jónicas tiene fachadas y entradas separadas para el Tribunal Municipal, en la calle 42, y el Tribunal de Magistrados, en la calle 43. Las dos fachadas son casi idénticas.
Es uno de los pocos edificios históricos que quedan en el vecindario y fue convertido para uso no judicial en 1962.
En 1970 era la ubicación del Centro de Preparación Laboral de la Ciudad de Nueva York, y la Junta Comunitaria 7 también se mudó al edificio aproximadamente en ese momento. En 1973, el Sunset Park Senior Citizens Center y otras agencias sin fines de lucro estaban ubicadas allí. Helpern Artitects completó una renovación completa del edificio en 1996, y el Departamento de Policía de Nueva York se mudó al edificio poco después, para usarlo como su centro de procesamiento principal para los solicitantes
El edificio fue designado Monumento Histórico de la Ciudad de Nueva York en 2001.